# Джозеф Амлонґ
Джозеф Амлонґ (англ. Joseph Amlong, 17 грудня 1936 — 1 липня 2019) — американський академічний веслувальник.
Олімпійський чемпіон 1964 року в складі вісімки.
Бронзовий призер Чемпіонату Європи 1965 року в складі вісімки.